# 생정통계
생정통계(生靜統計, 영어: vital statistics)는 출생, 사망, 태아사망, 결혼, 이혼의 누적된 자료다. 생정통계를 취득하는 가장 흔한 방법은 등기다. 즉 출생신고, 사망신고, 혼인신고, 이혼신고가 모두 생정통계로 누적되는 것이다. 그래서 생정통계의 정확도는 해당 국가 또는 지역의 주민등기체계의 발달 정도와 밀접한 관계가 있다.

## 같이 보기
- 출생증명서
- 사망진단서